# Marin Kasimir
 (février 2020).
Si vous disposez d'ouvrages ou d'articles de référence ou si vous connaissez des sites web de qualité traitant du thème abordé ici, merci de compléter l'article en donnant les références utiles à sa vérifiabilité et en les liant à la section « Notes et références ».
Marin Kasimir, né en 1957 à Munich, est un artiste contemporain allemand, travaillant à Bruxelles, dont une part importante des œuvres s'articule sur le panorama photographique, qu'il décline en installations publiques, ou également sous forme d'objets tridimensionnels et en publications.
Il réside à l'Atelier Calder de septembre 1990 à juin 1991,.

## Œuvres
- 1991 : Trois toits pour Saché, prêtée par l'Atelier Calder à la ville de Saint-Cyr-sur-Loire depuis 1994 et installée dans le parc de la Perraudière[2]
- 1992 : Profil XI Milena-Marin
- 1999 : Le long moment / Le corridor, installation permanente dans le corridor d'accès de l'Arc de Triomphe, à Paris.
- 2003 : Interurbain, à la station Ceria, du métro de Bruxelles.
- 2004 : 
  - aménagement d'un passage souterrain de la gare de Hoofddorp.
  - Puzzle impossible, installation permanente pour la place du Landrel, à Rennes.
  - Projections, trois sculptures permanentes sur la parvis de la gare de Saint-Nicolas.
  - Alentours, trois images panoramiques pour le parking Saint-Georges, à Lyon.
- 2005 : Dimensions, à l'hôtel de Ligne, parlement de la Communauté française de Belgique.
- 2006 :
  - Pixels-Piscines, mosaïque pour un pédiluve à la piscine de Bègles.
  - Tourne-fou, installation de 28 images sur les colonnes du palais de Justice (ancien palais des princes-évêques), à Liège.
- 2007 :
  - Frise en fleur, frise lumineuse permanente pour logements sociaux, à Schaerbeek.
- 2008 : Frieze of Frozen Freaks, dans le bâtiment de la Faculté des sciences appliquées de l'université de Liège (Musée d'art contemporain en plein air du Sart Tilman)[3].
- 2009 : Bruxelles défile en ville, place Fontainas, à Bruxelles.